# Калверт-Біч (Меріленд)
Калверт-Біч (англ. Calvert Beach) — переписна місцевість (CDP) в США, в окрузі Калверт штату Меріленд. Населення — 791 особа (2020).

## Географія
Калверт-Біч розташований за координатами 38°28′22″ пн. ш. 76°29′23″ зх. д. / 38.47278° пн. ш. 76.48972° зх. д. (38.472800, -76.489670).  За даними Бюро перепису населення США в 2010 році переписна місцевість мала площу 2,13 км², уся площа — суходіл.

## Демографія
Згідно з переписом 2010 року, у переписній місцевості мешкало 808 осіб у 295 домогосподарствах у складі 211 родини. Густота населення становила 379 осіб/км².  Було 323 помешкання (151/км²).
Расовий склад населення:
| - 86,9 % — білих - 8,0 % — чорних або афроамериканців - 0,7 % — азіатів - 0,1 % — корінних американців - 1,6 % — осіб інших рас |

До двох чи більше рас належало 2,6 %. Частка іспаномовних становила 5,3 % від усіх жителів.
За віковим діапазоном населення розподілялося таким чином: 26,5 % — особи молодші 18 років, 66,0 % — особи у віці 18—64 років, 7,5 % — особи у віці 65 років та старші. Медіана віку мешканця становила 37,6 року. На 100 осіб жіночої статі у переписній місцевості припадало 103,5 чоловіків;  на 100 жінок у віці від 18 років та старших — 101,4 чоловіків також старших 18 років.
Середній дохід на одне домашнє господарство  становив 105 597 доларів США (медіана — 88 661), а середній дохід на одну сім'ю — 114 825 доларів (медіана — 102 917). За межею бідності перебувало 6,1 % осіб, у тому числі 0,0 % дітей у віці до 18 років та 0,0 % осіб у віці 65 років та старших.
Цивільне працевлаштоване населення становило 383 особи. Основні галузі зайнятості: освіта, охорона здоров'я та соціальна допомога — 35,5 %, публічна адміністрація — 19,8 %, науковці, спеціалісти, менеджери — 7,6 %, виробництво — 7,3 %.